# 粕河原村
粕河原村（かすがはらむら）は、かつて岐阜県揖斐郡にあった村である。
現在の揖斐郡池田町粕ヶ原に該当する。
池田郡の村であったが、後に揖斐郡の村となった。

## 歴史
- 元々は粕川（揖斐川支流）の河原であったが、江戸時代中期に新田開発が行われ、加須河原新田[1]となる。
- 1875年（明治8年）11月 - 加須原新田が改称し、粕河原村となる。
- 1889年（明治22年）7月1日 - 町村制により粕河原村発足。
- 1897年（明治30年）4月1日[2] - 大野郡の一部と池田郡が合併して揖斐郡となる。
- 1897年（明治30年）4月1日 - 田中村、沓井村、脛永村と合併し、養基村発足。同日、粕河原村廃止。同時に地名を粕ヶ原に変更。